# Expertise-Umkehr-Effekt
Der Expertise-Umkehr-Effekt (engl. Expertise reversal effect) beschreibt die Verminderung der Effektivität von Unterrichtstechniken bei Lernenden mit unterschiedlichem Vorwissen. Hieraus ergibt sich die Empfehlung, Methoden der Unterrichtsgestaltung dynamisch anzupassen, wenn Lernende mehr Wissen in einem bestimmten Bereich erwerben. Kompetenz wird hier als die Fähigkeit beschrieben, einen bestimmten Aufgabentyp problemlos zu bearbeiten.
Weiter wird durch den Expertise-Umkehr-Effekt nahegelegt, dass Unterrichtstechniken, die den Aufbau eines spezifischen Langzeitgedächtnisses unterstützen, für Anfänger oder Personen mit geringem Wissen effektiver sind, da diese sich einer Lernsituation oder Aufgabe nähern, ohne sich auf alte Wissensstrukturen stützen zu können. Solche Unterrichtstechniken haben zumeist einen stärker instruierenden Charakter, sprechen also das Arbeitsgedächtnis an, um langfristig den Aufbau von Wissen im Langzeitgedächtnis zu unterstützen. 
Umgekehrt verhält es sich bei Lernenden mit Vorwissen oder einer gewissen Expertise. Hier führt eine reduzierte Anleitung oft zu besseren Leistungen als eine besonders ausführliche. Dies wird von den Autoren auf der Basis der Cognitive Load Theory (CLT) erklärt. Demnach wird das Arbeitsgedächtnis der ‚Experten‘ durch den Einsatz instruktionaler Unterstützung zusätzlich zum Langzeitgedächtnis beansprucht.